# Арбузовка (селище, Павловський район)
Арбу́зовка (рос. Арбузовка) — селище у складі Павловського району Алтайського краю, Росія. Входить до складу Арбузовської сільської ради.

## Населення
Населення — 847 осіб (2010; 956 у 2002).
Національний склад (станом на 2002 рік):
- росіяни — 91 %